# Бабиково
Ба́биково (рос. Бабиково, башк. Бабик) — присілок у складі Чишминського району Башкортостану, Росія. Входить до складу Кара-Якуповської сільської ради.
Населення — 153 особи (2010; 147 у 2002).
Національний склад:
- башкири — 86 %